# Gieorgij Sawczenko
Gieorgij Kuźmicz Sawczenko (ros. Георгий Кузьмич Савченко, ur. 1901 w Petersburgu, zm. 28 października 1941 w Kujbyszewie) – radziecki dowódca wojskowy, generał major artylerii.

## Życiorys
Był synem bolszewika Kuźmy Sawczenki. W 1920 wstąpił do Armii Czerwonej, skończył 2. Moskiewską Szkołę Artylerii i w 1925 Wojskową Akademię Armii Czerwonej. Od 1925 członek partii komunistycznej, od lipca 1928 do lutego 1929 pomocnik szefa Wydziału Finansowo-Planowego Zarządu Zaopatrzenia Moskiewskiego Okręgu Wojskowego, między 1929 a 1930 w dyspozycji Głównego Zarządu Armii Czerwonej, od listopada 1930 do stycznia 1931 szef Sekcji Mobilizacyjno-Planowej Pełnomocnictwa Ludowego Komisariatu ds. Wojskowych i Morskich ZSRR przy Ludowym Komisariacie Handlu ZSRR. Od stycznia 1931 do czerwca 1932 szef Wydziału X Zarządu Artyleryjskiego Armii Czerwonej, od czerwca 1932 do lipca 1936 zastępca szefa Sztabu Zarządu Głównego Armii Czerwonej, od lipca 1936 do maja 1937 zastępca szefa Wydziału Mobilizacyjno-Planowego Głównego Zarządu Uzbrojenia i Zaopatrzenia Technicznego Armii Czerwonej. Od maja 1937 do stycznia 1939 wojenkom Zarządu Artyleryjskiego Armii Czerwonej, 22 lutego 1938 mianowany kombrigiem, od stycznia 1939 do lipca 1940 szef Głównego Zarządu Artylerii Armii Czerwonej, 9 lutego 1939 awansowany na komdiwa, a 4 czerwca 1940 po zmianie nomenklatury stopni wojskowych w Armii Czerwonej otrzymał stopień generała majora artylerii. Od 21 marca 1939 do 19 czerwca 1941 zastępca członka KC WKP(b), od czerwca 1940 do czerwca 1941 zastępca szefa Głównego Zarządu Artylerii Armii Czerwonej ds. politycznych.
19 czerwca 1941 aresztowany, 17 października 1941 skazany przez organa NKWD ZSRR na śmierć pod zarzutem udziału w spisku faszystowskim w wojsku, następnie rozstrzelany. 22 lipca 1954 pośmiertnie zrehabilitowany.